# Площа Броніслава Салацинського в Лодзі
Площа Броніслава Салацинського — площа, розташована в центрі Лодзі перед станцією Лодзь-Фабрична.
Спочатку площа знаходилася на північній стороні старої будівлі станції Лодзь-Фабрична, на перехресті вулиць Польської військової організації в Лодзі та Складової. Площа була названа Лодзькою міською радою в 1993 році на прохання Луціана Мушинського — одного з радників. Це ім'я вшановує Броніслава Салацинського — 19-річного мешканця Лодзі, який загинув під час нападу Польської Військової Організації на німців, які окупували залізничну станцію Лодзь-Фабрична 11 листопада 1918 року. Близько 20:00 год Б. Салацинського прострелили в ногу, а незабаром німці закололи його багнетами. Салацинського поховали на Старому кладовищі на вул. Огродова. Про його смерть нагадувала меморіальна дошка, вбудована в стіну станції, тепер перенесена на нову станцію.
Площа Броніслава Салацинського існувала до червня 2012 року. Потім була зачинена через ліквідацію старого вокзалу та початок будівництва нового. До закриття на площі функціонував автовокзал «Центральний».
Після завершення будівництва нової станції Лодзь-Фабрична — у грудні 2016 року — площа Броніслава Салацинського розташована перед західним входом до вокзалу, поруч із Алеєю Родини Познаньських, яка була створена після реконструкції.